# Knut Johan Ångström
Knut Johan Ångström (ur. 12 stycznia 1857 w Uppsali, zm. 4 marca 1910, tamże) – szwedzki geofizyk.

## Życiorys
Studiował w Uppsali w latach (1877–1884), później w Strasburgu u Augusta Kundta. Doktoryzował się na Uniwersytecie w Sztokholmie w 1885 roku. Członek Szwedzkiej Akademii Nauk (od 1893). Był synem Andersa Jonasa Ångströma. Od 1896 profesor Uniwersytetu w Uppsali. Prowadził badania dotyczące absorpcji promieniowania podczerwonego przez dwutlenek węgla i parę wodną. Skonstruował pyrheliometr i pyrgeometr. Jego syn Anders Knutson Ångström kontynuował prace ojca.